# Стари српски записи и натписи
 Стари српски записи и натписи  је Монументално дјело Љубомира Стојановићa о средњовјековним српским изворима „Стари српски записи и натписи“ у 6. томова: 1. књига 1902. на 480 страна; 2. 1903. године на 482 стране; 3. 1905. године на 487 страна; 4. 1923. године на 227 страна; 5. 1925. године на 334 стране; 6. 1926. године на 347 страна.